# タイスマリー・アゲロ
タイスマリー・アグエロ（Taismary Agüero Leiva Botteghi, 1977年3月5日 - ）は、イタリアの女子バレーボール選手。キューバ・サンクティ・スピリトゥス州出身。ポジションはオポジット。元キューバ代表、元イタリア代表。

## 来歴
8歳の時にバレーボールを始める。2年後、ハバナのCarro Pelado Traning Center に入団した。1993年世界ジュニア選手権に出場し優勝を経験。同年シニア代表に初選出された。
身長は177cmとそれほど高くないものの、卓越したバネを持ち最高到達点322cmと世界トップクラスのジャンプ力を誇り、セッター経験もある為にトスも上手にこなす選手で、キューバ代表として出場した1996年アトランタオリンピック、2000年シドニーオリンピックで金メダルを獲得した。1999年ワールドカップではMVPとベストサーバー賞を獲得した。
2001年にイタリアへ亡命し、後にイタリア国籍を取得。2007年にイタリア代表のオポジットに選出され、欧州選手権で初優勝に貢献するとともにMVPを獲得。同年ワールドカップでも優勝し、2008年北京オリンピックに出場した。
所属クラブではセリエAのシリオ・ペルージャ、アシステル・ノヴァーラで活躍したのち、2007年にトルコリーグのテュルクテレコム・アンカラに移籍。2009年の欧州選手権（優勝）を最後に、イタリア代表の引退を表明し、その年にGSOヴィッラ・コルテーゼへ移籍した。
2021年にバレーボール殿堂入り。

## 球歴
- オリンピック - 1996年（金メダル）、2000年（金メダル）、2008年（5位）
- 世界選手権 - 1998年（金メダル）
- ワールドカップ - 1995年、1999年、2007年（金メダル）
- ワールドグランプリ - 2007年（3位、ベストスコアラー、ベストスパイカー）
- 欧州選手権 - 2007年、2009年（優勝）

## 所属クラブ
- キューバナショナルチーム （1995-1998年）
- シリオ・ペルージャ （1998-2000年）
- キューバナショナルチーム （2000-2001年）
- シリオ・ペルージャ （2001-2005年）
- アシステル・ノヴァーラ （2005-2007年）
- テュルクテレコム・アンカラ（2007-2009年）
- GSOヴィッラ・コルテーゼ （2009-2011年）
- リュージョー・バレー・モデナ（2011-2013年）
- カザルマッジョーレ（2013-2014年）
- バレー2002フォルリ（2014-2016年）
- カノーヴィ・サッスオーロ（2017-2018年）
- エミルブロンゾ2000モンターレ（2018-2023年）